# Adagio (film fra 2023)
Adagio er en italiensk film fra 2023 af Stefano Sollima.

## Medvirkende
- Pierfrancesco Favino
- Toni Servillo
- Valerio Mastandrea
- Adriano Giannini
- Francesco Di Leva